# The Woman Hater
The Woman Hater é um filme produzido nos Estados Unidos e lançado em 1910.